# كلايتون كيرشاو
كلايتون كيرشاو (بالإنجليزية: Clayton Kershaw)‏ هو لاعب كرة قاعدة أمريكي، ولد في 19 مارس 1988 في دالاس في الولايات المتحدة.

## وصلات خارجية
- كلايتون كيرشاو على موقع دوري كرة القاعدة الرئيسي (الإنجليزية)
- كلايتون كيرشاو على موقعبيزبول رفرنس.كوم (الدوري الرئيسي) (الإنجليزية)
- كلايتون كيرشاو على موقعبيزبول رفرنس.كوم (الدوري الثانوي) (الإنجليزية)
- كلايتون كيرشاو على موقع جمعية أبحاث البيسبول الأمريكية (الإنجليزية)
- كلايتون كيرشاو على موقع إي إس بي إن.كوم (أم.أل.بي) (الإنجليزية)
- كلايتون كيرشاو على موقع مشجعي الرسوم البيانية (الإنجليزية)
- كلايتون كيرشاو على موقع الموسوعة البريطانية (الإنجليزية)